# هوکانی
هوکانی، روستایی است از توابع بخش مرکزی شهرستان دالاهو استان کرمانشاه ایران.

## جمعیت
این روستا در دهستان حومه کرند قرار داشته و بر اساس سرشماری سال ۱۳۸۵ جمعیت آن (۳۴خانوار) ۱۶۰نفر بوده‌است.